# 电镀

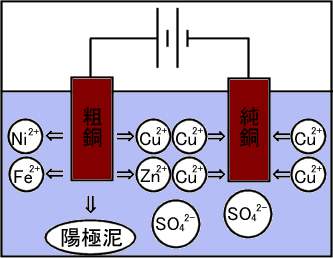
电镀銅的方法

電鍍（英文:Electroplating）是利用電解的原理將導電體鋪上一層金屬的方法。
除了導電體以外，電鍍亦可用於經過特殊處理的塑膠上。電鍍有分鍍鉻、鍍鋅、鍍銅、鍍鎳等。電鍍的主要用途包括防止金屬氧化（如鏽蝕）以及進行裝飾。不少硬幣的外層亦為電鍍。

## 概況
最常見的是電鍍是鍍鉻，能於部件表面形成美觀光亮的表層。電鍍鉻的表層為偏藍白的金屬色，在空氣中暴露不易變色、氧化。電鍍鎳的表層為偏紅的金屬色，空氣中暴露時間長久後較易氧化朦霧，會變為偏紅棕的金屬色。
一般的工業電鍍廠在鍍鉻前會先鍍鎳。原因是鉻的耐蝕性與耐磨性均較鎳層佳，且顏色也較鮮明光亮。另外，鉻層在鎳層上之鍍膜密著性也較佳，故一般電鍍廠除了特殊的機能性電鍍與不要求耐候性及機械強度外，大部份都會先鍍鎳再鍍鉻，尤其是工件為鐵管時。 如為其他金屬，則大致上是鍍銅後再鍍鎳鉻。

### 鍍鋅
電鍍鋅（EG）與熱浸鍍鋅相比，生產線非常昂貴，优点是鋅層較為均勻。在電鍍鋅的過程中，需要鍍鋅的鐵或鋼是陰極，將要鍍上去的鋅是陽極，鋅鹽溶液作為電解質。鋅層的厚度為7微米，相對較薄。

## 過程
電鍍的過程基本如下：
1. 把鍍上去的金屬接在正極，或者把待镀金属的可溶性盐添加在槽液中。
2. 要被電鍍的物件接在負極。
3. 正負極以鍍上去的金屬的正離子組成的电解质溶液相連。
4. 通以直流電的電源後，正極的金屬會释放電子，溶液中的正離子則在陰極還原（得到電子）成原子並積聚在陰極表層。

電鍍後被電鍍物件的美觀性和電流密度大小有關係，在可操作電流密度范围内，電流密度越小，被電鍍的物件便會越美觀；反之則會出現一些不平整的形狀。电流密度指一定面积上的电流分布，常用的电流密度单位是安培每平方分米(即平方公寸)[ASD]和安培每平方英尺[ASF]。一般情况下，电镀槽液呈酸性，能够腐蚀溶解阴极镀层金属，当電流密度太小时（小于5ASF时），由于酸性槽液的溶解，镀层金属会呈现疏松和无光泽的外观。
電鍍產生的污水（如失去效用的电解质）是水污染的重要來源。电镀工艺目前已经被广泛的使用在半导体及微电子部件引线框架的工艺。
VCP：垂直連續電鍍，目前電路板使用的新型機台，比傳統懸吊式電鍍品質為佳

## 註腳
1. ↑  .   [2020-02-16]. （原始内容存档于2020-04-07）.
2. ↑  徐娟; 李波; 秘雪. . 化学工程与技术. 2016, 6 (3). doi:10.12677/HJCET.2016.63009.

## 参看资料
- 张允诚 (编).  4. 国防工业出版社. 2011-12-01. ISBN 9787118077520.
- GJB/Z 594A-2000金属镀覆层和化学覆盖层选择原则与厚度系列。